# Tōru Minegishi
Pour les articles homonymes, voir Minegishi.
Toru Minegishi (峰岸 透, Minegishi Tōru) est un compositeur japonais de musique de jeux vidéo né en 1975, connu pour son travail sur les jeux Nintendo, notamment dans les séries The Legend of Zelda et Splatoon. Il a grandi dans une famille très influencée par la musique et a développé très tôt un intérêt pour les jeux vidéo et leur musique. Minegishi n'a reçu aucune éducation spéciale, mais il a acquis une expérience en tant que musicien pendant ses années d'école et de collège. Il rentre chez Nintendo en 1998.

## Biographie

### Enfance et apprentissage de la musique
Tōru Minegishi grandit dans une famille très influencée par la musique. Ses parents étaient particulièrement friands de musique latine et de tango. Il commence à s'intéresser aux jeux vidéo à l'âge de dix ans lorsqu'il voit une publicité pour le jeu d'action-aventure The Legend of Zelda. Il est impressionné par la qualité de sa musique et de ses effets sonores. Tenant sa promesse d'améliorer ses performances à l'école de natation, ses parents lui offrent un Famicom Disk System, fonctionnant avec la Famicom, ainsi que The Legend of Zelda en cadeau. Un an plus tard, il écoute pour la première fois Tableaux d'une exposition de Modeste Moussorgski, une suite de dix mouvements inspirés de peintures de Viktor Hartmann. La technique de composition de la suite, qui consiste à faire correspondre la musique aux images, a une grande influence sur Minegishi et l'amène à s'intéresser davantage à la musique de jeu vidéo. Contrairement à d'autres compositeurs et musiciens professionnels, il ne reçoit aucune éducation musicale particulière et ne prend aucune leçon de piano dans sa jeunesse. Minegishi s'intéresse plutôt de lui-même à la musique. Il est à l'époque percussionniste au sein d'un groupe scolaire au collège et joue plus tard de la batterie dans un groupe qu'il a formé avec ses amis à l'université.

### Carrière
Tōru Minegishi poursuit son rêve de devenir concepteur sonore de jeux vidéo et le réalise chez Nintendo où il y est embauché en 1998. Après avoir passé un examen de composition et un test de musique écrite, il obtient un poste au sein du groupe sonore de la division Nintendo Entertainment Analysis & Development (EAD),. Minegishi écoute souvent de la musique à la maison pour se familiariser avec des styles musicaux variés. Il préfère créer des mélodies dans sa tête, mais compose également sur le clavier et la guitare. Le son de lancement de la console de jeux GameCube est l'une des pistes musicales qu'il a conçu sans instruments. Minegishi cite le développement des effets sonores pour Super Mario Sunshine et la création de 50 compositions de différents genres musicaux pour Animal Crossing parmi ses plus grandes expériences d'apprentissage. Il considère le compositeur de jeux vidéo Koji Kondo, responsable du groupe de son de la division EAD, comme une grande source d'inspiration et un maître du son des jeux vidéo. La première participation de Minegishi à la série The Legend of Zelda est la composition de trois thèmes de bataille pour Majora's Mask, où il épaule Kondo,,. Par la suite, Minegishi fait partie de l'équipe musicale de The Wind Waker, projet dans lequel il s'inspire des films d'animation de Disney (notamment des travaux d'Alan Menken) afin de synchroniser la musique avec les animations des personnages. Il finit par être assigné en tant que compositeur principal de Twilight Princess qui sort en 2006, puis de Spirit Tracks qui sort en 2009 et marque sa dernière participation à la série The Legend of Zelda à ce jour. Plusieurs de ses compositions pour Twilight Princess ont été réorchestrées par Jonne Valtonen et interprétées lors du concert Symphonic Legends: Music from Nintendo en septembre 2010. Après ses nombreuses compositions pour la série The Legend of Zelda, Minegishi s'en éloigne progressivement, en participant notamment à la bande-son de Wii Fit, sorti en 2007 et s'étant vendu à plus de 20 millions d'exemplaires à travers le monde, puis en participant dans les années 2010 à la bande-son de jeux de la série Super Mario : Super Mario 3D World et Super Mario Maker 2. Avec Splatoon, sorti en 2015, puis Splatoon 2, sorti en 2017, il prend le rôle de directeur sonore, s'occupant donc de la direction générale du son et de la musique de cette nouvelle série, en plus du rôle de compositeur principal, créant notamment certaines musiques incorporant des éléments de rock ou d'EDM,. Il contribue également à la bande-son de Splatoon 3, sorti en 2022, tout en laissant cette fois-ci le rôle de directeur sonore à Toshiyuki Sudo,.

## Travaux
| Année | Titre                                          | Rôle                          | Collaborateur(s)                                                          |
| ----- | ---------------------------------------------- | ----------------------------- | ------------------------------------------------------------------------- |
| 1998  | Pokémon Stadium                                | Composition                   | Mitsuhiro Hikino et Kenta Nagata                                          |
| 1999  | Pokémon Stadium                                | Composition                   | Hajime Wakai et Kenta Nagata                                              |
| 2000  | Mario Artist: Talent Studio                    | Composition                   | Kazumi Totaka et Kenta Nagata                                             |
| 2000  | The Legend of Zelda: Majora's Mask             | Composition                   | Koji Kondo                                                                |
| 2001  | Animal Crossing                                | Composition                   | Kazumi Totaka, Kenta Nagata, et Shinobu Tanaka                            |
| 2002  | Super Mario Sunshine                           | Bruitages                     | Mitsuhiro Hikino et Yoji Inagaki                                          |
| 2002  | The Legend of Zelda: The Wind Waker            | Composition                   | Kenta Nagata, Hajime Wakai, et Kōji Kondō                                 |
| 2003  | Mario Golf: Toadstool Tour                     | Bruitages                     | Divers                                                                    |
| 2004  | Super Mario Ball                               | Bruitages                     | Taro Bando, Yoji Inagaki, et Mitsuhiro Hikino                             |
| 2004  | Mario Power Tennis                             | Doublage                      | Divers                                                                    |
| 2005  | Yoshi Touch and Go                             | Composition                   | Kazumi Totaka et Asuka Ohta                                               |
| 2005  | Mario Superstar Baseball                       | Doublage                      | Divers                                                                    |
| 2006  | The Legend of Zelda: Twilight Princess         | Composition                   | Asuka Ohta et Kōji Kondō                                                  |
| 2007  | The Legend of Zelda: Phantom Hourglass         | Composition                   | Kenta Nagata                                                              |
| 2007  | Wii Fit                                        | Composition                   | Manaka Tominaga et Shiho Fujii                                            |
| 2008  | Super Smash Bros. Brawl                        | Arrangement                   | Divers                                                                    |
| 2008  | Super Mario Stadium Baseball                   | Doublage                      | Divers                                                                    |
| 2008  | Wii Music                                      | Composition                   | Kenta Nagata et Mahito Yokota                                             |
| 2009  | The Legend of Zelda: Spirit Tracks             | Composition                   | Manaka Tominaga, Asuka Ohta, et Koji Kondo                                |
| 2011  | Steel Diver                                    | Composition                   | Atsuko Asahi                                                              |
| 2011  | Mario Kart 7                                   | Support son                   | Ryoji Yoshitomi                                                           |
| 2012  | WaraWara Plaza                                 | Composition                   |                                                                           |
| 2013  | Super Mario 3D World                           | Composition                   | Mahito Yokota, Yasuaki Iwata, et Kōji Kondō                               |
| 2014  | Steel Diver: Sub Wars                          | Composition                   | Kenta Nagata et Atsuko Asahi                                              |
| 2014  | Super Smash Bros. for Nintendo 3DS / for Wii U | Arrangement                   | Divers                                                                    |
| 2015  | Mario Party 10                                 | Doublage                      | Divers                                                                    |
| 2015  | Splatoon                                       | Directeur sonore, composition | Shiho Fujii                                                               |
| 2016  | The Legend of Zelda: Twilight Princess HD      | Superviseur son               | Takahiro Watanabe                                                         |
| 2016  | Mario Party: Star Rush                         | Doublage                      | Divers                                                                    |
| 2017  | Mario Kart 8 Deluxe                            | Musique                       | Divers                                                                    |
| 2017  | Splatoon 2                                     | Directeur sonore, composition | Ryo Nagamatsu, Shiho Fujii, et Asuka Hayazaki                             |
| 2017  | Mario Party: The Top 100                       | Doublage                      | Divers                                                                    |
| 2018  | Mario Tennis Aces                              | Doublage                      | Divers                                                                    |
| 2019  | Super Mario Maker 2                            | Composition                   | Koji Kondo, Atsuko Asahi, et Sayako Doi                                   |
| 2022  | Nintendo Switch Sports                         | Support son                   | Takahiro Watanabe et Masato Mizuta                                        |
| 2022  | Splatoon 3                                     | Composition                   | Toshiyuki Sudo, Ryo Nagamatsu, Yumi Takahashi, Sayako Doi, et Shiho Fujii |